# 7 Rings
Singles de Ariana Grande
Thank U, Next
(2018) Break Up with Your Girlfriend, I'm Bored
(2019)
7 Rings est un single de la chanteuse américaine Ariana Grande. Sorti le 18 janvier 2019, il est le deuxième extrait de son cinquième album Thank U, Next.  

## Développement
Dans un message posté sur son compte Twitter, Ariana Grande affirme que 7 Rings a été écrite après une virée shopping avec six de ses amies. La chanteuse a acheté pour elle et les six autres BFF une bague de fiançailles dans une bijouterie Tiffany & Co.. Njomza Vitia qui était présente a décidé d'en faire une chanson et elles ont commencé à travailler le jour même.

## Composition
La mélodie de 7 Rings reprend en partie celle de la chanson My Favorite Things de la comédie musicale La Mélodie du bonheur dans une version arrangée,. C'est à ce titre que les ayants droit de Richard Rodgers et Oscar Hammerstein II, qui avaient composé la chanson d'origine, perçoivent 90% des droits d'auteur de 7 Rings,,. Le single comporte aussi une interpolation de la chanson Gimme the Loot de The Notorious B.I.G..
Plusieurs artistes accusent Ariana Grande de plagiat : Princess Nokia publie une vidéo sur son compte Twitter dans laquelle elle affirme trouver 7 Rings similaire à sa chanson Mine et Soulja Boy accuse la chanteuse d'avoir copié son titre Pretty Boy Swag (en).

## Promotion
Dans le clip vidéo de son single précédent, Thank U, Next, Ariana Grande rend hommage au film La Revanche d'une blonde en conduisant la même voiture qu'Elle Woods (en), le personnage principal du film. Dans le clip vidéo de la chanteuse, « 7 Rings » est inscrit sur la plaque d'immatriculation de la voiture, une manière pour elle de commencer à faire la promotion de ce single avant sa sortie.

### Clip vidéo
Le clip vidéo de 7 Rings sort en même temps que le single, le 18 janvier 2019 à minuit (heure de l'Est) en direct sur la chaîne YouTube d'Ariana Grande. Il est réalisé par Hannah Lux Davis (en) avec qui la chanteuse a déjà collaboré pour plusieurs vidéoclips, dont ceux de Love Me Harder, Into You et Thank U, Next.
Vingt-quatre heures après sa sortie sur la chaîne YouTube de la chanteuse, le clip vidéo est visionné 23.6 millions de fois. Le 22 janvier 2019, l'équipe du site web annonce qu'il s'agit de la vidéo la plus visionnée en vingt-quatre heures de l'année 2019.

## Accueil

### Accueil commercial
Aux États-Unis, 7 Rings se classe à la première place du Billboard Hot 100 dès sa sortie, comme le single précédent Thank U, Next. Ariana Grande devient la troisième artiste féminine après Britney Spears et Mariah Carey à voir plusieurs singles extraits du même album atteindre la première place dès leur entrée dans le classement.
La semaine de la sortie de l'album Thank U, Next en février 2019, alors que 7 Rings est toujours à la première place, Break Up with Your Girlfriend, I'm Bored se classe à la deuxième place et Thank U, Next à la troisième. Après les Beatles, Ariana Grande est la deuxième artiste à voir ses titres occuper les trois premières places du Billboard Hot 100 simultanément,. Avec huit semaines à la tête de ce classement, 7 Rings devient la chanson d'Ariana Grande ayant occupé la première place de ce top le plus longtemps.
Sur Spotify dans le monde, le single est écouté presque 15 millions de fois en vingt-quatre heures et 71.4 millions de fois la première semaine, deux records sur la plateforme de streaming.
Au Royaume-Uni, le single est écouté 16.9 millions de fois en streaming la semaine de sa sortie, ce qui en fait la chanson la plus écoutée en une semaine devant All I Want for Christmas Is You de Mariah Carey.

## Classements
| Classement (2019)                       | Meilleure position |
| --------------------------------------- | ------------------ |
| Allemagne (GfK Entertainment)           | 4                  |
| Australie (ARIA)                        | 1                  |
| Autriche (Ö3 Austria Top 40)            | 2                  |
| Belgique (Flandre Ultratop 50 Singles)  | 4                  |
| Belgique (Wallonie Ultratop 50 Singles) | 6                  |
| Canada (Hot 100)                        | 1                  |
| Canada (CHR/Top 40)                     | 1                  |
| Canada (Hot AC)                         | 1                  |
| Danemark (Tracklisten)                  | 2                  |
| Écosse (OCC)                            | 1                  |
| Espagne (PROMUSICAE)                    | 5                  |
| États-Unis (Hot 100)                    | 1                  |
| États-Unis (Adult Pop Songs)            | 1                  |
| États-Unis (Dance Club Songs)           | 1                  |
| États-Unis (Pop Airplay)                | 1                  |
| États-Unis (Rhythmic Songs)             | 3                  |
| Finlande (Suomen virallinen lista)      | 1                  |
| France (SNEP)                           | 2                  |
| Hongrie (Rádiós Top 40)                 | 1                  |
| Hongrie (Stream Top 40)                 | 1                  |
| Irlande (IRMA)                          | 1                  |
| Israël (Media Forest)                   | 1                  |
| Italie (FIMI)                           | 5                  |
| Japon (Hot 100)                         | 21                 |
| Norvège (VG-lista)                      | 1                  |
| Nouvelle-Zélande (RMNZ)                 | 1                  |
| Pays-Bas (Nederlandse Top 40)           | 9                  |
| Pays-Bas (Single Top 100)               | 4                  |
| Portugal (AFP)                          | 1                  |
| Tchéquie (IFPI Rádio)                   | 49                 |
| Tchéquie (IFPI Singles Digitál)         | 1                  |
| Roumanie (Romanian Radio Airplay)       | 87                 |
| Slovaquie (IFPI Rádio)                  | 1                  |
| Suède (Sverigetopplistan)               | 1                  |
| Suisse (Schweizer Hitparade)            | 1                  |
| Royaume-Uni (UK Singles Chart)          | 1                  |

| Classement (2019)                        | Position |
| ---------------------------------------- | -------- |
| Canada (Canadian Hot 100)                | 7        |
| Canada (Hot Canadian Digital Songs)      | 16       |
| États-Unis (Billboard Hot 100)           | 7        |
| États-Unis (Adult Pop Songs (en))        | 48       |
| États-Unis (Dance Club Songs)            | 33       |
| États-Unis (Dance/Mix Show Airplay (en)) | 20       |
| États-Unis (Digital Song Sales)          | 12       |
| États-Unis (On-Demand Songs (es))        | 8        |
| États-Unis (Pop Digital Song Sales)      | 5        |
| États-Unis (Pop Songs)                   | 12       |
| États-Unis (Radio Songs)                 | 16       |
| États-Unis (Rhythmic Songs (en))         | 30       |
| États-Unis (Streaming Songs)             | 6        |

| Classement (2010-2019)         | Position |
| ------------------------------ | -------- |
| États-Unis (Billboard Hot 100) | 69       |

## Certifications
| Région | Certification | Ventes/Streams |
| --- | ------------- | -------------- |
| Australie (ARIA) | Platine       | 70 000^        |
| Autriche (IFPI) | Or            | 15 000*        |
| Canada (Music Canada) | 4 × Platine   | 320 000^       |
| Espagne (Promusicae) | Platine       | 40 000^        |
| France (SNEP) | Diamant       | 50 000 000‡    |
| Italie (FIMI) | Platine       | 50 000‡        |
| Nouvelle-Zélande (RMNZ) | Platine       | 30 000*        |
| Royaume-Uni (BPI) | Platine       | 600 000‡       |
| *Ventes selon la certification ^Mise en rayon selon la certification xNon précisé par la certification ‡ventes/streaming selon la certification |               |                |